# Tréveneuc
 Tréveneuc  (en bretón Treveneg) es una población y comuna francesa, situada en la región de Bretaña, departamento de Côtes-d'Armor, en el distrito de Saint-Brieuc y cantón de Étables-sur-Mer.

## Demografía
| 592 | 546 | 553 | 599 | 607 | 593 |
| Para los censos de 1962 a 1999 la población legal corresponde a la población sin duplicidades (Fuente: INSEE [Consultar]) |     |     |     |     |     |